# Хайнрих III фон Насау-Бреда
Хайнрих III фон Насау (на немски: Heinrich III von Nassau; * 12 януари 1483, Зиген; † 14 септември 1538, Бреда) е граф на Насау (1516 – 1538), господар на Бреда, граф на Вианден (1516 – 1538), и щатхалтер на Холандия, Зеландия и Фризия (1517 – 1521) в служба на Хабсбургите.

## Живот
Той е най-възрастният син на граф Йохан V фон Насау (1455 – 1516) и съпругата му ландграфиня Елизабет фон Хесен-Марбург (1466 – 1523), дъщеря на ландграф Хайнрих III Хесен и съпругата му Анна от Катценелнбоген.
През 1504 г. Хайнрих III наследява Насау от Енгелберт II фон Насау. Хайнрих III наследява Бреда, а по-малкият му брат Вилхелм Богатия (1487 – 1559) е наследник на Диленбург.
От 1517 до 1521 г. Хайнрих III е управител на Хабсбургска Нидерландия и участва във възпитанието на император Карл V. Събира произведения на изкуството и е меценат.

## Фамилия
Първи брак: 3 август 1503 г. с херцогиня Франсоаз Луиза Савойска (* пр. 1486; † 17 септември 1511), дъщеря на Якоб, внучка на херцог Лудвиг Савойски
Втори брак: май 1515 г. с Клод дьо Шалон, принцеса д'Оранж (* 1498; † 31 май 1521); те има децата:
- Рене дьо Шалон (1519 – 1544), княз Оранж (1530 – 1544), господар на Бреда, щатхалтер на Холандия, Зеландия, Утрехт, Бургундия, Гелдерн, женен 1540 за Анна дьо Лорен (1522 – 1568), дъщеря на херцог Антон II от Лотарингия
- син (1527)

Трети брак: 27 юни 1524 г. в Бургос за Менция де Мендоса (* 30 ноември 1508; † 4 януари 1554), маркиза на Кенете, която след смъртта му се омъжва за херцог на Калабрия.
Хайнрих III има незаконни деца:
От Елизабет фон Роозенбах:
- Алексис фон Насау-Корой (1511 – 1550), легитимиран 1545, женен 1542 за Вилхелмина ван Бронкхорст (1526 – 1601)

От Маргарета фон Шоондонк:
- Елизабет ван Насау (ок. 1510 – 1550), омъжена 1531 за Ян ван Ренесе, господар на Елдерен (1505 – 1561)

От Мари дьо Ревал:
- Лодевийк Филипс ван Насау (* 1531/38)